# Карловский район
Ка́рловский райо́н (укр. Карлівський район) — упразднённая административная единица на востоке Полтавской области Украины. Административный центр — город Карловка.

## География
Территориально расположен в восточной части области в зоне лесостепей.
Площадь — 900 км².
Район граничит на севере с Чутовским районом, на востоке и юге с Харьковской областью, на западе — с Машевским районом.
Основные реки —
Орчик,
Тагамлык,
Ланная,
Песчанка,
Мокрая Липянка,
Сухая Липянка.

## История
После образования Полтавской губернии территория района входила в состав Константиноградского уезда.
Район образован 7 марта 1923 года. 17 июля 2020 года в результате административно-территориальной реформы район вошёл в состав Полтавского района.

## Демография
Население района составляет 32 982 человека (2019),
в том числе городское — 14 470 человек,
сельское — 18 512 человек.

## Административное устройство
Район включает в себя:
| - Городских советов: 1 - Сельских советов: 12 | - Городов: 1 - Посёлков: 11 - Сёл: 25 |

### Местные советы[6]
| - Карловский городской совет - Белуховский сельский совет - Варваровский сельский совет - Верхнеланновский сельский совет - Голобородьковский сельский совет - Климовский сельский совет - Ланновский сельский совет | - Липянский сельский совет - Максимовский сельский совет - Нижнеланновский сельский совет - Поповский сельский совет - Фёдоровский сельский совет - Халтуринский сельский совет |

### Населённые пункты[7]
| с. Бабайково с. Белуховка пос. Вакулиха с. Варваровка с. Верхняя Ланная с. Владимировка пос. Голобородьковское с. Давыдовка с. Знаменка пос. Ивановка | г. Карловка с. Климовка с. Коржиха с. Короленковка пос. Красное с. Кумы пос. Ланная с. Липянка с. Львовское с. Максимовка | пос. Мартыновка с. Марьяновка пос. Михайловское с. Нижняя Ланная с. Павловщина с. Поповка с. Разумовка с. Редуты пос. Соленая Балка пос. Тагамлыкское | с. Тарасовка пос. Тишенковка с. Фёдоровка с. Холодное Плесо с. Чаловка пос. Шевченко с. Ясное |

#### Ликвидированные населённые пункты[8]
| пос. Майское | с. Новые Паучки | с. Педашка |

## Экономика
Район индустриально-аграрный. 19 крупных сельскохозяйственных предприятий и 52 фермерских хозяйства.
На территории района найдены месторождения полезных ископаемых: природного газа, песка, гончарных глин.